# Guardia Pretoriana

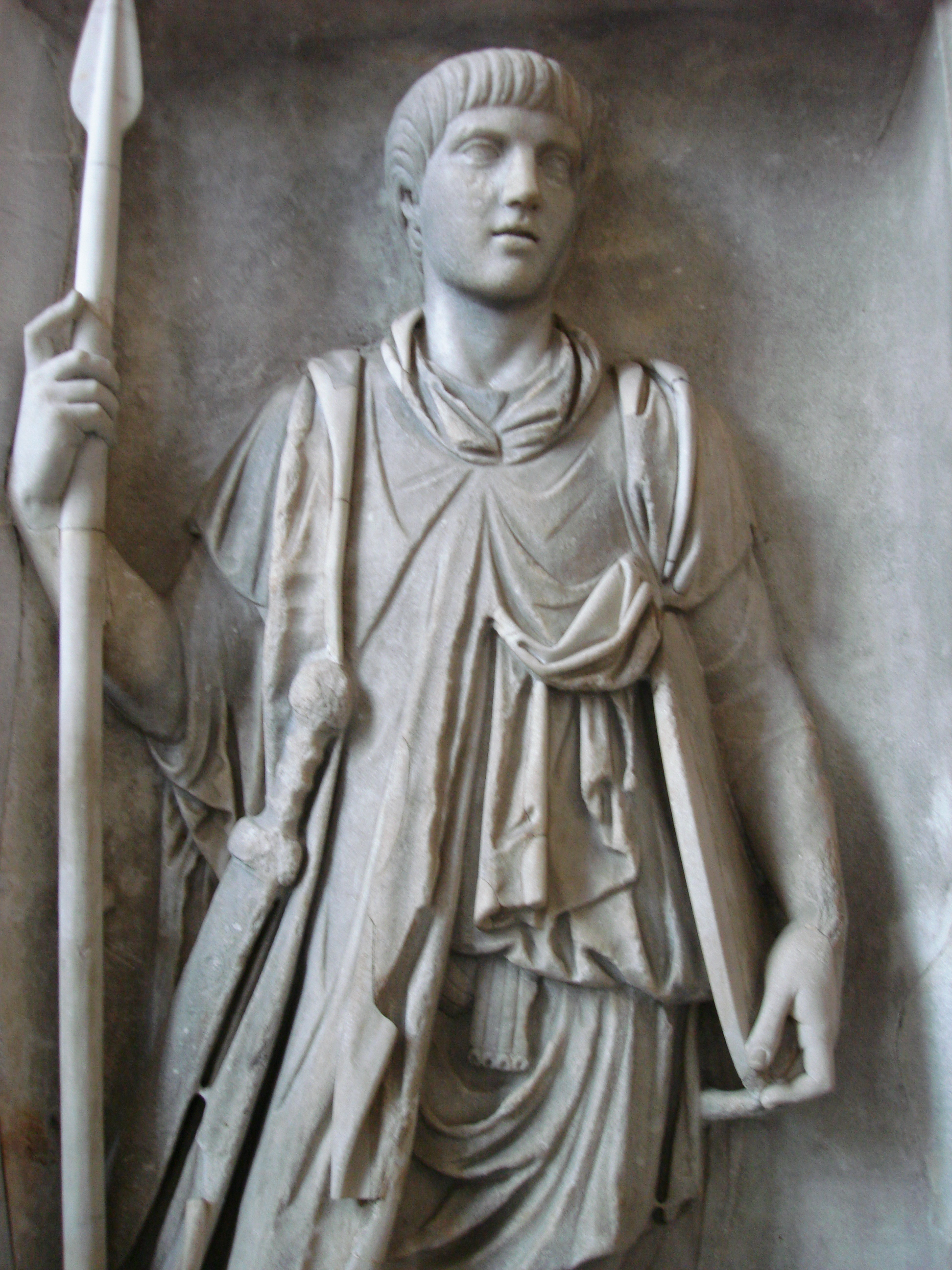
Relieve de un soldado pretoriano procedente de Pérgamo (Asia Menor), Aparece con uniforme de cuartel, esto es sin coraza, portando lancea, gladius, cingulum militiare y un pequeño escudo tipo caetra.

La Guardia Pretoriana  era un cuerpo militar que servía de escolta y protección a los emperadores romanos. Antes de los emperadores, esta escolta ya era utilizada por los líderes militares desde la época de los Escipiones alrededor del año 275 a. C. Los miembros de la Guardia Pretoriana estaban entre las más diestras y célebres fuerzas militares de la historia antigua.
Formar parte de la guardia pretoriana era sumamente apetecible, no sólo por el honor que suponía custodiar al emperador sino también por las ventajas económicas que el puesto traía aparejadas. El sueldo de los pretorianos era el más elevado de todas las unidades del ejército romano. A finales del gobierno de Augusto, la cantidad base anual ascendía a 3.000 sestercios, mientras que un legionario cobraba 900. Hay que considerar también los donativos extraordinarios que les otorgaban los emperadores en acontecimientos como el ascenso al poder, campañas victoriosas o celebraciones especiales, y que eran siempre mayores que las que pudieran ofrecerse a las tropas legionarias. En su testamento, Augusto ordenó que se entregaran 1000 sestercios a cada pretoriano, por sólo 300 a los legionarios, y muchos de sus sucesores les hicieron generosos donativos nada más acceder al poder para asegurarse su fidelidad: Claudio les concedió 15.000 sestercios, y Marco Aurelio y Lucio Vero, ya en el siglo II d. C., 20.000.

## Historia

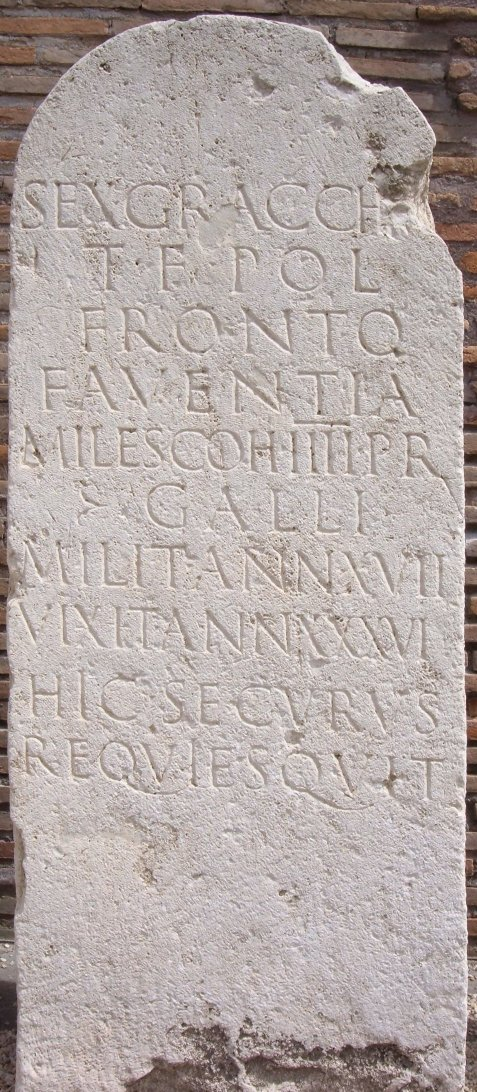
Inscripción funeraria de un pretoriano de origen itálico, que prestó servicio en la Cohors IV Praetoria en el siglo I.

El término «pretoriano» tiene su origen en la tienda de campaña del general de un ejército romano llamada praetorium.
La primera noticia convenientemente documentada que hay es la del año 146 a. C. en que Escipión Emiliano marcha hacia Numancia con su impresionante ejército y una cohorte formada por quinientos amigos que formaban su escolta personal. Puesto que acampaban junto al pretorio, recibieron el nombre de guardia pretoriana.
Muchos de los generales romanos tenían la costumbre de escoger entre las filas una fuerza privada de soldados para servir como escoltas de la tienda o de la persona del general, que consistía en una infantería y una caballería. Durante las guerras civiles aumentó el número de los soldados que integraban la guardia pretoriana. 
Con el pasar del tiempo, esta unidad se llegó a conocer como la cohors praetoria y varias figuras notables incluyendo Julio César, Marco Antonio y César Augusto tuvieron una. Julio César se dio cuenta de que se necesitaba una unidad más peligrosa que las demás en el campo como la Legio X Gemina. Cuando Augusto se convirtió en el primer gobernante del Imperio en el 27 a. C., decidió que tal formación era útil no solamente en guerra, sino también en política. Así, de las filas de las legiones de todas las provincias, Augusto reclutó a la Guardia Pretoriana. El campo ocupado por esta tropa se llamó castra praetoria (campamento pretoriano) y su comandante, designado por Augusto, prefecto del pretorio. Este cargo, puramente militar, no tuvo al principio gran importancia, pero la adquirió en la época de Tiberio. Los prefectos del pretorio se convirtieron poco a poco en primeros ministros del emperador. En un principio, había dos prefectos del pretorio.

## Los primeros años
La guardia pretoriana fue fundada por Augusto en 27 o 26 a. C. En principio se crearon nueve cohortes, aunque su número fluctuó hasta que a finales del siglo I d.C. se estableció en diez. Cada cohorte contaba con unos 480 hombres más un complemento de alrededor de cien jinetes llamados equites pretoriani. Se cree que en la primera mitad del siglo II d. C. se aumentó a mil el número de efectivos por cohorte. Al mando de la guardia pretoriana había normalmente dos prefectos del pretorio, que debían ser militares experimentados pertenecientes al orden de los caballeros, la clase adinerada que ocupaba importantes cargos en la administración y el ejército, la cual incluso llegó a asesinar emperadores. Originalmente, contaban con quinientos hombres cada uno pero finalmente permitió hasta mil. Solamente tres de estas divisiones se encontraban en estado activo dentro de la capital del Imperio. También se creó una unidad reducida de caballería y cada escuadrón, llamado turma, contaba con treinta hombres. La mayoría de los integrantes de esta primera Guardia patrullaban el palacio y los edificios más importantes, mientras que otras divisiones estaban posicionadas en los pueblos que rodeaban Roma; se ha determinado que estas unidades eran demasiado pequeñas como para ser una amenaza para el Estado. Cuando dos prefectos del pretorio, Quinto Ostorio Escápula y Publio Salvio Apro, ascendieron al poder en el año 2 a. C., se conservaron las mismas figuras en los números de divisiones, pero se mejoró el mando y la organización.
Cuando Augusto falleció en el año 14, el periodo de calma entre los pretorianos finalizó y a partir de ese momento comenzaron a usar su fuerza militar para ejercer presión sobre las políticas del Imperio. Augusto fue el único emperador que gozó de la lealtad total de los pretorianos. Después de su muerte, los pretorianos actuaron según sus intereses personales. Sejano, un prefecto ambicioso, movió la base de la Guardia a los cuarteles de Roma. En el año 23, Sejano logró convencer a Tiberio para que construyera los castra praetoria (el campamento de los pretorianos) justo en las afueras de Roma. Uno de los grupos de la Guardia mantendría un puesto permanente como guardia del palacio imperial. Desde ese punto de la historia en adelante, la Guardia estaría bajo el control del césar, pero también obtuvo un buen grado de poder sobre él. En el año 31, Tiberio tuvo que enviar a su guardia personal, la cohors praetoria, en contra de aquellos ciudadanos y soldados que apoyaban a Sejano. Aunque la Guardia le fue fiel a un Tiberio que se encontraba muy envejecido, su poder político dejó de ser un secreto.
En las campañas militares, los pretorianos mantenían las mismas formaciones que el ejército romano. Ya en el año 68 se les empezó a enviar al campo de batalla y lograron destacarse en la primera batalla de Bedriacum bajo el mando de Otón. Los emperadores Domiciano y Trajano mandaron a la Guardia a que luchara en las guerras que tuvieron lugar en Dacia y Mesopotamia, mientras que Marco Aurelio los utilizó para su campaña del Danubio. Durante el siglo III los pretorianos asistieron a los emperadores en sus diversas campañas militares.

## Asuntos políticos

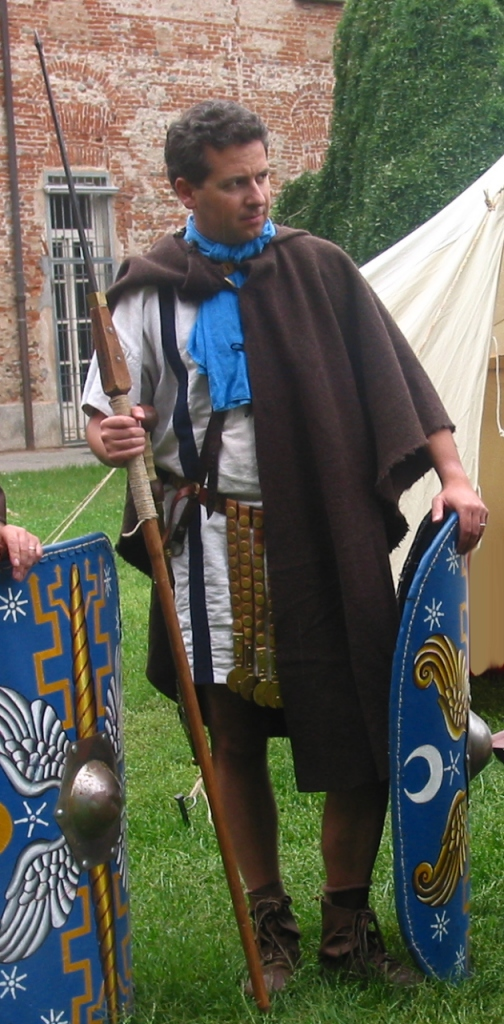
Recreación moderna de un soldado de la Guardia Pretoriana del siglo I

Tras la muerte de Sejano, como parte del donativum (regalo imperial) que Tiberio había prometido, la Guardia comenzó a desempeñar un papel más ambicioso y sangriento dentro del Imperio. Se convirtió en una fuerza sobornable que —por la suma adecuada de dinero o por pura voluntad— estaba dispuesta a asesinar al César. Incluso llegó a ser una amenaza para sus mismos prefectos y para el mismo pueblo romano. En el 41, Calígula fue asesinado en una conjura orquestada por ciertos senadores y miembros de la Guardia. Los pretorianos ayudaron a que Claudio tomara el puesto de emperador y retaron a que el Senado se opusiera a su decisión.
Aunque la Guardia contaba con el poder de matar al césar, sus funciones no incluían ningún papeleo administrativo, a diferencia del personal del palacio, el Senado y la burocracia romana. En muchas ocasiones, sus barbaries fueron castigadas severamente por el emperador. En el año 193, Didio Juliano le compró el Imperio a la Guardia por una vasta cantidad de dinero después de que esta lo subastara al mejor postor. Ese mismo año, Septimio Severo marchó a Roma y se deshizo de los pretorianos ya existentes para que fuesen reemplazados por miembros de sus propias legiones panonias. En el año 69, Vespasiano ya había sentado bases para este tipo de hecho: se deshizo de un gran número de guardias cuando llegó al trono después de que Vitelio ya hubiese eliminado a varios de ellos. Como otra medida de seguridad, Vespasiano nombró a Tito, su hijo, como el prefecto del pretorio. La turba romana luchó en varias ocasiones contra los pretorianos, como fue el caso durante el reinado de Maximino el Tracio.
En 271 Aureliano viajó al este, a Palmira en Siria, junto con sus legionarios, pretorianos y su caballería. Los palmirenses fueron derrotados fácilmente, pero este hecho cambió el modo en que eran vistos los pretorianos. Diocleciano y sus colegas crearon el sacer comitatus (escoltas del emperador en el campo de batalla) que incluía a unidades regulares que trabajaban bajo una estructura pretoriana, pero de una manera menos formal y contando con más unidades.

## Los últimos años

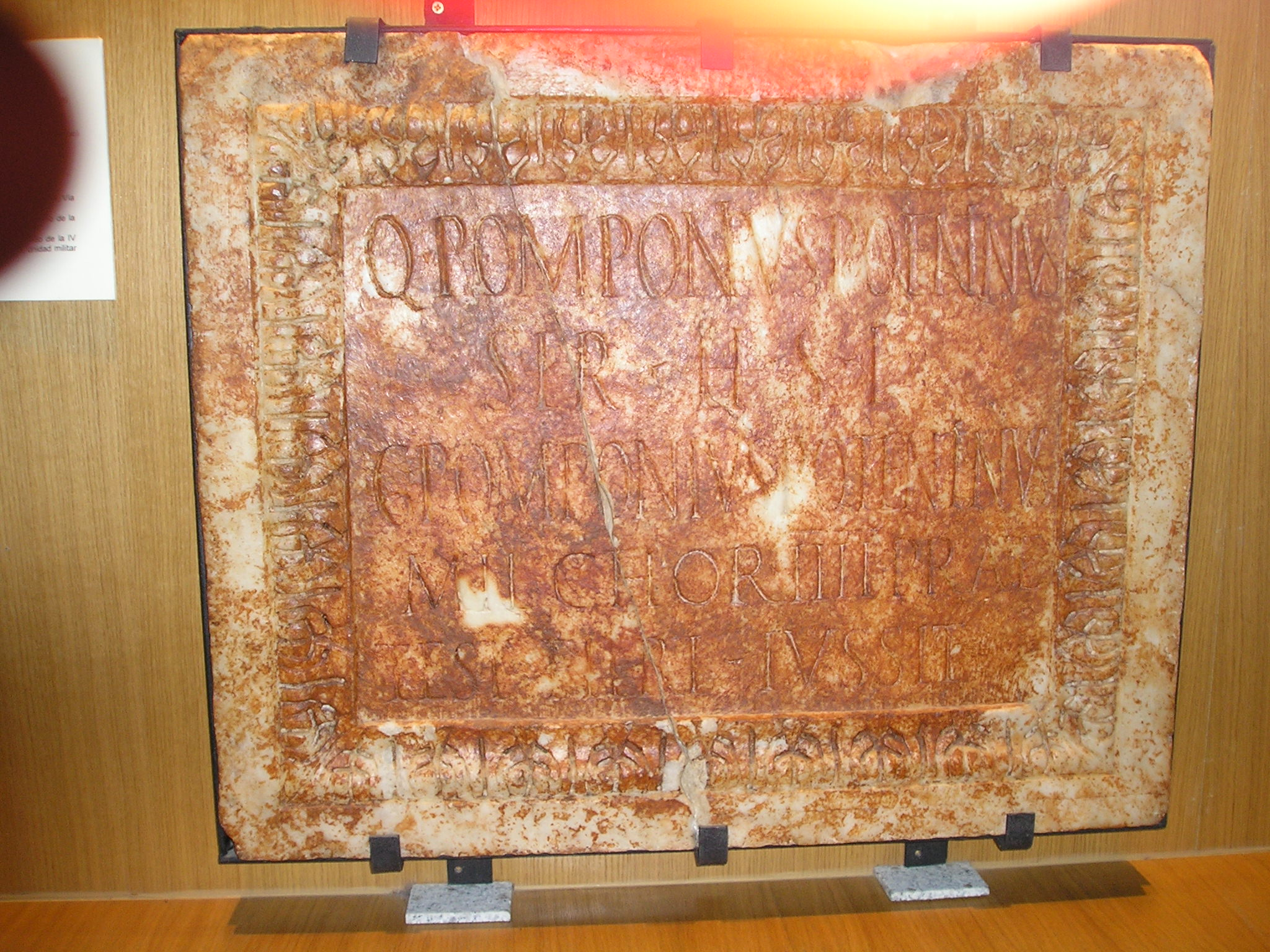
Inscripción funeraria del pretoriano Quinto Pomponio Penino, natural de Norba Caesarina (Cáceres, España).

Diocleciano cambió el rol de los pretorianos en el año 284. La guardia ya no desempeñó función alguna dentro del palacio una vez que Diocleciano trasladara la sede real a Nicomedia, a sesenta millas de Bizancio en Anatolia. Dos nuevos cuerpos, los jovianos y los herculianos (que derivaron su nombre de los del dios Júpiter y de Hércules) reemplazaron a los pretorianos como los guardaespaldas del emperador y dicha práctica se mantuvo durante la Tetrarquía. El 1 de mayo de 305 Diocleciano se retiró como emperador y ya para entonces los castra praetoria solamente servía como una pequeña base de operaciones militares.
En el 306, Majencio fue ignorado en la línea de sucesión como emperador y, como resultado, el ejército se movilizó el 28 de octubre y lo instaló como emperador de Italia. El césar Severo II, por orden de Galerio, intentó suprimir la Guardia, pero el resultado fue una rebelión de los pretorianos, quienes acabaron uniéndose al ejército que comandaba Majencio. Cuando Constantino I inició la invasión de Italia en el 312, su ejército se enfrentó a las fuerzas de Majencio en la batalla del Puente Milvio. Una vez que Constantino derrotó a Majencio, se deshizo de los pretorianos, que habían compuesto la gran parte del ejército derrotado. Los soldados de la Guardia fueron enviados a diversas partes del Imperio y se demolieron los castra praetoria. La edad de la Guardia, que duró unos trescientos años, llegó a su fin el día en que el susodicho fuerte fue demolido por orden de Constantino.

## El legado de la Guardia Pretoriana
Aunque se ha asociado el término «pretoriano» con la intriga, las conspiraciones, la traición y con asesinatos, se podría argumentar que durante los primeros dos siglos de su existencia, la Guardia Pretoriana ejerció una influencia positiva en el Estado romano. Durante este tiempo, los pretorianos se encargaron de deshacerse de aquellos emperadores crueles, débiles y poco populares, mientras que los justos, fuertes y populares contaban con su apoyo y lealtad. Al proteger a estos monarcas, detener los desórdenes y mantener un cierto grado de control sobre el Senado, la Guardia permitió que el Imperio tuviese un periodo de estabilidad que se denominó Pax Romana. No fue hasta que terminó el reinado de Marco Aurelio, que de igual forma se considera el fin de la Pax Romana, que la Guardia comenzó a deteriorarse al convertirse en mercenarios crueles y por estos rufianes se recuerda a los pretorianos como aspecto negativo de Roma. Durante la dinastía de los Severos y luego durante la Crisis del Siglo III, las legiones, el Senado y el emperador empezaron a caer en la decadencia al igual que los pretorianos.

## La relación entre los emperadores y la Guardia Pretoriana
| Emperador        | Año              | Relación con la Guardia Pretoriana                                                               |
| ---------------- | ---------------- | ------------------------------------------------------------------------------------------------ |
| César Augusto    | 27 a. C.-14      | Creador de la Guardia Pretoriana, contó con lealtad total                                        |
| Tiberio          | 14-37            | Permitió que Sejano tomará poder como el prefecto del pretorio                                   |
| Calígula         | 37-41            | Asesinado por la Guardia                                                                         |
| Claudio          | 41-54            | Fue proclamado emperador por la Guardia                                                          |
| Nerón            | 54-68            | La Guardia lo abandonó                                                                           |
| Galba            | 68-69            | Asesinado por la Guardia                                                                         |
| Otón             | 69               | Elegido por la Guardia                                                                           |
| Vitelio          | 69               | Depuesto y ejecutado por la Guardia                                                              |
| Vespasiano       | 69-79            | Redujo el número de la Guardia después de su victoria en el 69                                   |
| Tito             | 79-81            | Fue prefecto de la Guardia antes de convertirse en emperador                                     |
| Domiciano        | 81-96            | Tuvo el apoyo de la Guardia al ser elegido, pero después fue asesinado por sus prefectos         |
| Nerva            | 96-98            |                                                                                                  |
| Trajano          | 98-117           | Ejecutó a los oficiales pretorianos que lideraron la rebelión contra Nerva                       |
| Adriano          | 117-138          | Fundó la policía secreta (espías) llamados frumentarii                                           |
| Antonino Pío     | 138-161          |                                                                                                  |
| Lucio Vero       | 161-169          |                                                                                                  |
| Marco Aurelio    | 161-180          | Usó la Guardia en sus campañas contra las tribus germanas                                        |
| Cómodo           | 180-192          | Asesinado en un complot en el que participó su prefecto, Leto                                    |
| Pertinax         | 193              | Asesinado por la Guardia                                                                         |
| Didio Juliano    | 193              | Ofreció dinero por el Imperio a la Guardia                                                       |
| Pescennius Niger | 193              |                                                                                                  |
| Septimio Severo  | 193-211          | Licenció a los soldados de la Guardia y los sustituyó por legionarios de las legiones de Panonia |
| Caracalla        | 211-217          | Asesinado en un complot por su prefecto, Macrino y ejecutado por el pretoriano Iulius Martialis  |
| Macrino          | 217-218          |                                                                                                  |
| Heliogábalo      | 218-222          | Asesinado en los castra praetoria por la Guardia                                                 |
| Alejandro Severo | 222-235          | Elegido por la Guardia                                                                           |
| Maximino Trax    | 235-238          |                                                                                                  |
| Gordiano I       | 238              |                                                                                                  |
| Gordiano II      | 238              |                                                                                                  |
| Balbino          | 238              | Asesinado por la Guardia                                                                         |
| Pupieno          | 238              | Asesinado por la Guardia                                                                         |
| Gordiano III     | 238-244          | Fue proclamado emperador por la Guardia pero fue asesinado por su prefecto, Filipo el Árabe      |
| Filipo el Árabe  | 244-249          |                                                                                                  |
| Decio            | 249-251          |                                                                                                  |
| Herrenio Etrusco | 251              |                                                                                                  |
| Hostiliano       | 251              |                                                                                                  |
| Treboriano Gallo | 251-253          |                                                                                                  |
| Emiliano         | 253              |                                                                                                  |
| Valeriano        | 253-260          |                                                                                                  |
| Galieno          | 260-268          |                                                                                                  |
| Claudio II       | 268-270          |                                                                                                  |
| Quintilo         | 270              |                                                                                                  |
| Aureliano        | 270-275          | Asesinado por las tropas pretorianas                                                             |
| Tácito           | 275-276          |                                                                                                  |
| Floriano         | 276              |                                                                                                  |
| Probo            | 276-282          | Asesinado por las tropas pretorianas después de una revuelta                                     |
| Caro             | 282-283          |                                                                                                  |
| Carino           | 283-285          |                                                                                                  |
| Numeriano        | 283-284          |                                                                                                  |
| Diocleciano      | 284-305          | Acabó con el poder de los pretorianos                                                            |
| Maximiano        | 286-305, 307-308 |                                                                                                  |
| Galerio          | 305-311          |                                                                                                  |
| Constancio Cloro | 305-306          |                                                                                                  |
| Severo II        | 306-307          |                                                                                                  |
| Majencio         | 306-312          | Último emperador al mando de la Guardia                                                          |
| Constantino I    | 306-337          | Disolvió la Guardia y destruyó la castra praetoria                                               |

## Organización y condiciones de servicio

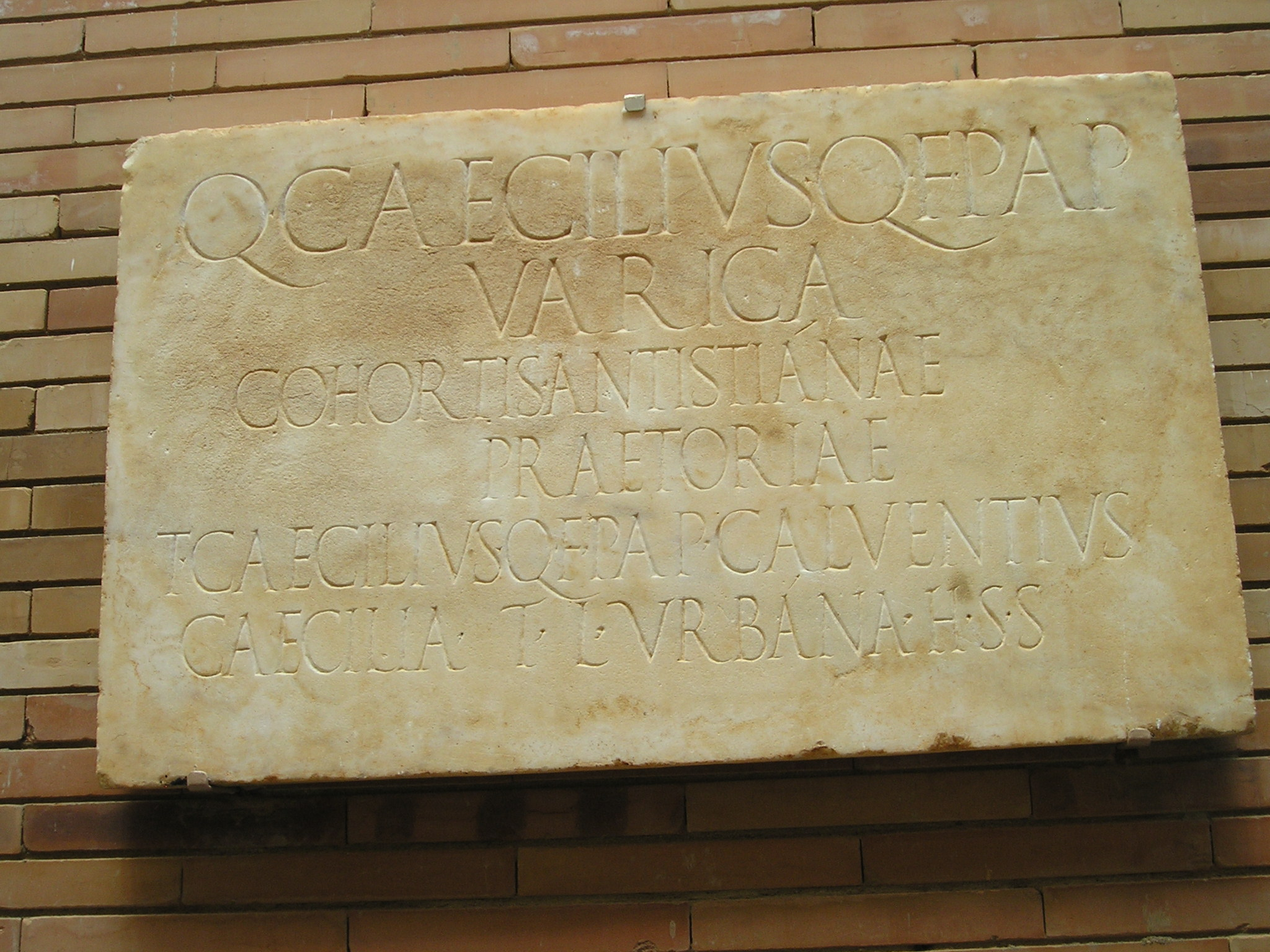
Inscripción procedente de Augusta Emerita (Mérida, Badajoz, España) dedicada a Cayo Cecilio Várica, que fue soldado de la Cohors Antistianae Praetoriana a principios del siglo I.

Para pertenecer a la guardia Pretoriana tenían que pasar las pruebas de selección del ejército y generalmente ser de clase alta, hijos de patricios o senadores o estar muy recomendados dentro del ejército.[cita requerida]
La Guardia Pretoriana en un principio, para diario o desfiles portaban el equipamiento de combate de la época republicana (casco de bronce, cota de malla, escudo ovalado), para combate lucían el mismo equipo y armamento que la legión.
En casos especiales como en la época de Nerón, este los uniformó como hoplitas griegos.
A pesar de que los pretorianos eran supuestamente elegidos de "entre los mejores" es bien sabido que en líneas generales no estaban al nivel de los legionarios. Estos últimos estaban en constante acción en las fronteras del imperio, y los pretorianos estaban acomodados, llevando a cabo desfiles y otros menesteres mucho más cómodos.[cita requerida]
Como todas las legiones, la Guardia también tenía un símbolo propio para sus estandartes, en este caso era un escorpión (signo zodiacal del emperador Tiberio).
Los pretorianos recibieron salarios sustancialmente más altos que otros soldados romanos en cualquiera de las legiones, en un sistema conocido como sesquiplex stipendum, o por pago y medio. Así que, si los legionarios recibían doscientos cincuenta denarios, los guardias recibían 375 al año. Domiciano y Septimio Severo aumentaron el estipendio a mil quinientos denarios por año, distribuidos en enero, mayo y septiembre.

### Rango y jerarquía
| Rangos de la guardia pretoriana en orden ascendente (de menor a mayor) | Rangos de la guardia pretoriana en orden ascendente (de menor a mayor) |
| ---------------------------------------------------------------------- | --- |
| Milites                                                                | Soldados regulares |
| Immunes                                                                | Después de 5 años se les permitía servir en la caballería (equites pretorii) o como agentes especiales (speculatores)                                                         |
| Principales                                                            | Administradores legionarios |
| Evocati                                                                | Después de dieciséis años de servicio, se les otorgaba la jubilación, pero la mayoría decidían quedarse                                                                       |
| Centuriones                                                            | Eran soldados que habían sido transferidos a la Guardia Pretoriana después de haber servido en las legiones, los vigiles o la cohorte urbana                                  |
| Tribuni                                                                | Estos oficiales también provenían de las legiones y casi siempre de la clase ecuestre y comandaban una cohorte. Casi nunca se promovía a los centuriones al puesto de tribuni |
| Procuratores                                                           | Un rango de la clase ecuestre |
| Praefectus                                                             | Cargo disponible a los vigiles y las cohortes urbanas; era el rango mayor de la guardia pretoriana y su líder                                                                 |

Actualmente se usa el término pretoriano para hacer referencia a las guardias de corps de monarcas y presidentes, pero su uso se generalizó para determinar a los miembros leales de personas importantes, especialmente dictadores.